# Buffelwolf
De buffelwolf (Canis lupus nubilus) is een Noord-Amerikaanse ondersoort van de wolf. Oorspronkelijk kwam het dier in het hele westen van de Verenigde Staten en het zuiden van Canada voor, maar rond 1930 was de ondersoort vrijwel uitgeroeid. Sinds 1974 staat de buffelwolf als bedreigde ondersoort op de Rode Lijst van de IUCN. In 2004 leefden er naar schatting 3700 exemplaren in Minnesota, Michigan en Wisconsin. Het is daarmee de meest verspreide wolvenondersoort in de Verenigde Staten. Verwacht wordt dat de buffelwolf binnenkort van de Rode Lijst verwijderd zal worden. Loslopende exemplaren van de buffelwolf worden soms aangetroffen in North en South Dakota en zelfs in Nebraska, maar deze wolven vormen hoogstwaarschijnlijk geen onderdeel van een roedel.
Een volwassen buffelwolf is gemiddeld 150 tot 210 centimeter lang en weegt tussen de 35 en 60 kilogram. De vacht bevat verschillende kleuren grijs, zwart, vaalgeel en rood.